# Neato Robotics
Neato Robotics — компанія-виробник роботів, розташована в Ньюарк, Каліфорнія. Виготовляє роботи-пилососи серії Neato XV, а починаючи з 2014 року — ще й серію BotVac. Продажі продукції розпочалися у 2010 році, ціна найдешевшої моделі складала $399.00. У штаті налічується близько 65 співробітників. Конструюються роботи у Каліфорнії, а виготовляються на заводах у Китаї.

## Опис продукту
На відміну від роботів-пилососів Roomba, які рухаються по підлозі хаотично, Neato пересувається методично уздовж прямих ліній по шляху, який частково перекриває попередній проїзд. Для цього використовується лазерний далекомір, який сканує простір навколо на повні 360°, і SLAM-алгоритм, який дозволяє побудувати карту приміщення, яке прибирається. Роботи Neato здатні повертатися на базову станцію для дозарядки і містять датчики, які запобігають падінню зі сходів. Якщо робот виявляє, що приміщення більше, ніж він може прибрати, перш ніж розрядиться батарея, він повертається на базову станцію для підзарядки, після чого продовжує прибирання з того місця, на якому він закінчив.
|url        = https://www.vacuumkoo.com/roomba-860-review/ [Архівовано 2 грудня 2018 у Wayback Machine.]
```
|title      = Hands-On: Roomba 860 Robot Vacuum Review (англ.)
|date       = 2011-01-13
|accessdate = 2011-01-13
|publisher  = vacuumkoo
```